# Welsh International 1993
Die Welsh International 1993 im Badminton fanden vom 3. bis zum 5. Dezember 1993 in Cardiff statt.

## Medaillengewinner
| Disziplin    | Gold                         | Silber                          | Bronze                               |
| ------------ | ---------------------------- | ------------------------------- | ------------------------------------ |
| Herreneinzel | Darren Hall                  | Peter Knowles                   | Sergey Melnikov                      |
| Herreneinzel | Darren Hall                  | Peter Knowles                   | Iain Sydie                           |
| Dameneinzel  | Marina Andrievskaia          | Si-an Deng                      | Joanne Muggeridge                    |
| Dameneinzel  | Marina Andrievskaia          | Si-an Deng                      | Denyse Julien                        |
| Herrendoppel | Michael Adams Simon Archer   | Sergey Melnikov Nikolai Sujew   | Neil Cottrill Chris Hunt             |
| Herrendoppel | Michael Adams Simon Archer   | Sergey Melnikov Nikolai Sujew   | Brent Olynyk Darryl Yung             |
| Damendoppel  | Julie Bradbury Joanne Wright | Joanne Davies Joanne Muggeridge | Si-an Deng Denyse Julien             |
| Damendoppel  | Julie Bradbury Joanne Wright | Joanne Davies Joanne Muggeridge | Marina Andrievskaia Marina Yakusheva |
| Mixed        | Chris Hunt Joanne Wright     | Simon Archer Joanne Davies      | Anil Kaul Si-an Deng                 |
| Mixed        | Chris Hunt Joanne Wright     | Simon Archer Joanne Davies      | Nikolai Sujew Marina Andrievskaia    |